# Bioengineering
Mit dem Begriff Bioengineering wird die Anwendung von Erkenntnissen und Methoden der Naturwissenschaften, der Ingenieurwissenschaften und der Medizin für die Entwicklung neuer medizinischer oder biotechnologischer Verfahren bezeichnet. Im Detail unterscheiden sich die von verschiedenen Forschungseinrichtungen genutzten Definitionen dabei zum Teil sehr stark.
Verwendet man eine enggefasste Definition, handelt es sich bei Bioengineering um die Anwendung von Prinzipien der Ingenieur- und Naturwissenschaften auf Gewebe, Zellen und Moleküle. Wird der Begriff aber weiter gefasst, gehören zum Beispiel auch die Medizintechnik oder die Prothetik dazu.

Ein Beispiel für erfolgreiches  Bioengineering im engeren Sinne stellt die Umkehrung des β-Oxidation-Stoffwechselwegs in E. coli dar. 
 Diese gelang 2011 an der Rice-Universität in Houston. Dieser Weg, in den geeigneten Mikroorganismen realisiert, kann Biokraftstoffe effizienter produzieren als die normale Fettsäuresynthese.